# Riprocessamento
Per riprocessamento si intendono i processi chimici che consentono la separazione del combustibile nucleare nelle sue principali componenti: uranio, plutonio ed attinidi minori con i prodotti di fissione. Questo processo permette di recuperare nuovo combustibile fissile e quindi avere una resa energetica maggiore dalla stessa quantità di uranio naturale estratto originariamente dalla miniera.
Il combustibile esausto scaricato dai reattori contiene quantità apprezzabili di materiali fissili (U-235 e Pu-239), fertili (U-238), e altri materiali radioattivi, inclusi i veleni neutronici che rappresentano il motivo per cui si rende necessaria la rimozione del combustibile. Questi materiali fissili e quelli fertili possono essere separati chimicamente e recuperati dal combustibile esausto. L'uranio e il plutonio recuperati, se le condizioni economiche e istituzionali lo permettono, possono esseri riciclati per l'utilizzo come combustibile nucleare. Francia e Giappone sono tra le nazioni che attuano il riprocessamento, mentre gli Stati Uniti sono contrari a questa opzione temendo la proliferazione nucleare.
Il combustibile MOX è una miscela di uranio e plutonio riciclati e uranio impoverito che si comporta in modo simile, sebbene non identicamente, all'uranio arricchito per il quale la maggior parte dei reattori nucleari sono stati progettati. Il combustibile MOX è una alternativa all'uranio a basso arricchimento (LEU) utilizzato nei reattori ad acqua leggera che sono tra i predominanti nella generazione di energia nucleare. Il riprocessamento per il recupero dell'uranio è economicamente vantaggioso quando i prezzi dell'uranio sono elevati. Il riprocessamento del combustibile riduce inoltre il volume dei rifiuti nucleari e la loro radiotossicità, consentendo la gestione separata dei componenti degli stessi rifiuti. Di contro, tra gli aspetti più critici figura il rischio del potenziale utilizzo del plutonio ricavato dal riprocessamento per destinazioni inerenti alla fabbricazione di bombe sporche o armi nucleari.
Il processo tecnologico maggiormente in uso per il riprocessamento del combustibile nucleare esausto è rappresentato dal PUREX, che consiste essenzialmente in una estrazione liquido-liquido.